# فروه (دهستان)
 فروه  (در عربی:  فَروَة )
دهستان بزرگی است در ناحیهٔ (باقُم سحار)، در عزلهٔ (بنی قحطان)، در ۲۵ کیلومتری شهر صعده، از توابع استان صَعده، در کشور یمن در شبه جزیره عربستان. مسجدی تاریخی در دهستان وجود دارد که تاریخ بناء آن به دوران صدر اسلام بر می‌گردد. گویند بنیادگذار مسجد و همچنین دهستان یکی از أصحاب محمد به نام (فروه بن مُسیک المرادی) بوده‌است.

## جمعیت
جمعیت این دهستان در حدود ( ۲۱۷۲۲ ) نفر و (۳۱ خانوار ) می‌باشد. 

## روستاها
روستاهای توابع این دهستان عبارتند از: 
- روستاها: حارة مَظاهر شُعوُب، فرَوَة اَلمَغاویر، فَروُح، اَلفَرق، فَرحَة ابن مسیر، الفَراق، فَرثة، الفَرَحیَة، الفَراوی، بیت فَرحَان، اَلفَراعی، الفَرَع، فِدَة، الفُرس، الفحلوین، الفجَة، فَج المَولدَة، الفَجر، فج الحلفاء، فُجاءَة، فُتیش .